# Championnat du Cameroun de football 2017
Navigation
Saison précédente Saison suivante
La saison 2017 du Championnat du Cameroun de football est la 57e édition de la première division camerounaise, la MTN Elite 1.
Dès sa deuxième saison en première division le Eding Sport Football Club de la Lékié remporte la compétition pour la première fois de son histoire. Il devance le Cotonsport Garoua de cinq points. L'APEJES complète le podium

## Qualifications continentales
Les deux premiers du classement final se qualifient pour la Ligue des champions de la CAF 2018 tandis que le troisième et le vainqueur de la Coupe du Cameroun obtiennent leur billet pour la Coupe de la confédération 2018. Si l'équipe victorieuse en Coupe est parmi les trois premiers, c'est le finaliste qui décroche la qualification.

## Organisation
Les 18 équipes sont regroupées au sein d'une poule unique, où chaque équipe affronte tous les adversaires deux fois, à domicile et à l'extérieur. En fin de saison, les trois derniers du classement sont relégués et remplacés par les trois meilleures formations de deuxième division.

## Les clubs participants
- Les Astres Football Club
- Canon Yaoundé
- Coton Sport Football Club de Garoua
- Dragon Yaoundé
- APEJES de Mfou
- New Stars Football Club
- Eding Sport Football Club de la Lékié
- Union des mouvements sportifs de Loum
- Bamboutos Mbouda
- Racing Club Bafoussam
- Lion Blessé Football Club de Foutouni
- Union Douala
- Unisport Bafang
- Aigle royal de La Menoua
- YOSA Bamenda
- Stade Renard de Melong - Promu d'Elite 2
- Feutcheu FC - Promu d'Elite 2
- Colombe Sportive du Dja et Lobo - Promu d'Elite 2

### Classement
| Rang | Équipe                            | Pts | J  | G  | N  | P  | Bp | Bc | Diff |
| ---- | --------------------------------- | --- | -- | -- | -- | -- | -- | -- | ---- |
| 1    | Eding Sport FC                    | 63  | 34 | 17 | 12 | 5  | 43 | 17 | +26  |
| 2    | Coton Sport                       | 58  | 34 | 15 | 13 | 6  | 50 | 27 | +23  |
| 3    | APEJES                            | 54  | 34 | 14 | 12 | 8  | 42 | 30 | +12  |
| 4    | Feutcheu FC P                     | 51  | 34 | 14 | 9  | 11 | 42 | 45 | -3   |
| 5    | Stade Renard de Melong P          | 50  | 34 | 11 | 17 | 6  | 26 | 22 | +4   |
| 6    | Unisport Bafang                   | 47  | 34 | 11 | 14 | 9  | 23 | 19 | +4   |
| 7    | UMS Loum T                        | 47  | 34 | 11 | 14 | 9  | 27 | 24 | +3   |
| 8    | YOSA Bamenda                      | 47  | 34 | 12 | 11 | 11 | 30 | 30 | 0    |
| 9    | New Stars Football ClubC          | 44  | 34 | 11 | 11 | 12 | 27 | 25 | +2   |
| 10   | Dragon Club de Yaoundé            | 44  | 34 | 11 | 11 | 12 | 32 | 38 | -6   |
| 11   | Colombe Sportive du Dja et Lobo P | 43  | 34 | 12 | 7  | 15 | 30 | 29 | +1   |
| 12   | Union Douala                      | 43  | 34 | 9  | 16 | 9  | 34 | 35 | -1   |
| 13   | Bamboutos Mbouda                  | 43  | 34 | 10 | 13 | 11 | 24 | 26 | -2   |
| 14   | Les Astres Football Club          | 41  | 34 | 11 | 8  | 15 | 31 | 33 | -2   |
| 15   | Aigle Royal                       | 40  | 34 | 9  | 13 | 12 | 25 | 31 | -6   |
| 16   | Racing Club Bafoussam             | 39  | 34 | 8  | 15 | 11 | 25 | 39 | -14  |
| 17   | Lion Blessé FC                    | 28  | 34 | 5  | 13 | 16 | 13 | 30 | -17  |
| 18   | Canon Yaoundé                     | 26  | 34 | 5  | 11 | 18 | 17 | 41 | -24  |

|  | Qualifié pour la Ligue des champions de la CAF 2018                           |
|  | Qualifié pour la Coupe de la confédération 2018                               |
|  | Relégation directe en Elite 2                                                 |
|  | T : Tenant du titre C : Vainqueur de la Coupe du Cameroun P : Promu d'Elite 2 |

## Bilan de la saison
| Championnat du Cameroun de football 2017 |                                                   |
| Champion                                 | Eding Sport Football Club de la Lékié (1er titre) |
| Coupes et trophées                       |                                                   |
| Vainqueur de la Coupe du Cameroun 2017   | New Stars Football Club                           |
| Qualifications continentales             |                                                   |
| Ligue des champions de la CAF 2018       | Eding Sport Football Club de la Lékié             |
| Ligue des champions de la CAF 2018       | Coton Sport                                       |
| Coupe de la confédération 2018           | New Stars Football Club                           |
| Promotions et relégations                |                                                   |
| Promus en MTN Elite 1                    | Yaounde II FC                                     |
| Promus en MTN Elite 1                    | AS Fortuna                                        |
| Promus en MTN Elite 1                    | Fovu Club                                         |
| Relégués en MTN Elite 2                  | Racing Club Bafoussam                             |
| Relégués en MTN Elite 2                  | Lion Blessé Football Club de Foutouni             |
| Relégués en MTN Elite 2                  | Canon Yaoundé                                     |